# FSV 1919 Malchin
Der Fußballsportverein von 1919 Malchin gehört zu den größten Sportvereinen der mecklenburgischen Kleinstadt Malchin.

## Struktur
Im FSV 1919 sind etwa 200 Mitglieder organisiert, der Verein unterhält drei Männermannschaften und sieben Nachwuchsteams von den G- bis zu den A-Junioren sowie eine Traditionsmannschaft (Stand 2011). Als Sportanlage dient ihm das nach Walter Block benannte Stadion im Süden der Stadt, ausgestattet mit 3.000 Zuschauerplätzen, davon 200 unüberdachte Sitzplätze, einem Natur- und einem Kunstrasen sowie einer Leichtathletik-Laufbahn.

## Geschichte
Die Vereinshistorie geht bis in das Jahr 1918 zurück, als in Malchin der Arbeiterturn- und Sportverein (ATSV) gegründet wurde. Aus dem ATSV heraus entstand im Frühjahr 1919 der Fußballverein „Freie Spielvereinigung Malchin von 1919“ (FSV). Der Verein wurde schnell erfolgreich und errang zwischen 1921 und 1930 fünfmal (nach anderen Infos sogar 6 Meistertitel MV) die mecklenburgische Fußballmeisterschaft. Nach den MV Meisterschaften nahmen die Malchiner z. B. 1925 an den Ausscheidungsspielen um den Nordmarkmeister gegen die Meister von Hamburg, Lübeck und Kiel teil. Bis 1925 fanden die Ausscheidungsspiele in einer Vierergruppe nach dem Punktsystem statt. Danach wurde nach Auslosung im K.-o.-System gespielt. 1925 belegte die Freie Spielvereinigung Malchin einen hervorragenden 2. Platz in der schweren Gruppe. Meister wurde der FSV gg. 1920 Lübeck nach einem 3:2 n. V. gegen SC Lorbeer 06 Hamburg.
!
Nach der Zerschlagung aller Sportvereine in Ostdeutschland nach dem Zweiten Weltkrieg und der vorläufigen Beschränkung auf regionalen Sportverkehr entstand 1946 die Sportgemeinschaft Malchin, deren Fußballspieler sich noch im selben Jahr an der Meisterschaft in Mecklenburg-Vorpommern beteiligten. Sie belegten in der Staffel Mitte nur Platz 6 und konnten sich damit nicht für die Landesmeisterschaften der nächsten Jahre qualifizieren.
Mit der Einführung der Betriebssportgemeinschaften (BSG) in Ostdeutschland ging die Sportgemeinschaft im Laufe der Saison 1950/51 in die BSG Einheit Malchin über. Deren Fußballspieler spielten zunächst in der viertklassigen Bezirksklasse Neubrandenburg, ehe sie 1953 den Aufstieg in die Bezirksliga schafften. Diese war nach Abschaffung der Länder in der DDR die 3. Liga. Im Mai 1953 nahm Einheit Malchin zum ersten Mal am DDR-weiten Fußballpokal-Wettbewerb FDGB-Pokal teil, scheiterte aber bereits in der Qualifikation gegen den Drittligisten Einheit Schwerin mit 3:5.
Als Bezirksliga-Neuling erreichten die Malchiner 1953/54 mit Platz sieben einen sicheren Mittelfeldplatz. In der Saison 1954/55 spielte die BSG Einheit erneut im FDGB-Pokal. In der 1. Hauptrunde traf die BSG auf den Berliner Fünftligisten Sparta Lichtenberg, der mit 2:0 besiegt wurde. In der zweiten Runde musste Malchin beim Drittligisten Lok Haldensleben antreten und unterlag mit 4:1. Die Saison wurde wieder mit dem siebten Platz abgeschlossen. Zur Umstellung auf den Kalenderjahr-Spielrhythmus wurde im Herbst 1955 im DDR-Fußball eine einfache Übergangsrunde durchgeführt, danach wechselte die Betriebssportgemeinschaft zum Trägerbetrieb Reichsbahn-Ausbesserungswerk und nannte sich ab 13. November 1955 BSG Lokomotive.
Bis 1957 konnten sich die Malchiner in der Bezirksliga halten, doch am Ende dieser Saison mussten sie nach dem 13. und damit vorletzten Platz in die inzwischen fünftklassig gewordene Bezirksklasse zurückkehren. Nach dem sofortigen Wiederaufstieg wurde Lok Malchin bis zum Ende des DDR-Fußball-Ligensystems 1991 Dauergast in der Neubrandenburger Bezirksliga. In den 1970er Jahren gewann Lok Malchin sechsmal den Neubrandenburger Bezirkspokal und qualifizierte sich damit auch für weitere sechs Pokalwettbewerbe auf DDR-Ebene. 1974/75 gelang ein 2:1-Sieg über den in der zweitklassigen DDR-Liga spielenden Lokalrivalen Post Neubrandenburg, wodurch nach 1954 noch einmal die zweite Pokalrunde erreicht wurde. Dort scheiterte die Mannschaft aber am Pokal-Dauerrivalen Hansa Rostock II (insgesamt drei Duelle) mit 0:1.
| Alle DDR-Pokalspiele der Betriebssportgemeinschaften Malchin | Alle DDR-Pokalspiele der Betriebssportgemeinschaften Malchin              | Alle DDR-Pokalspiele der Betriebssportgemeinschaften Malchin |
| ------------------------------------------------------------ | ------------------------------------------------------------------------- | ------------------------------------------------------------ |
| 1952/53                                                      | Einheit Malchin – Einheit Schwerin                                        | 3:5                                                          |
| 1954/55                                                      | Einheit Malchin – Sparta Lichtenberg Lok Haldensleben – Einheit Malchin   | 2:0 4:1                                                      |
| 1970/71                                                      | Lok Malchin – F.C. Hansa Rostock II                                       | 1:2                                                          |
| 1972/73                                                      | Lok Malchin – F.C. Hansa Rostock II                                       | 0:2                                                          |
| 1974/75                                                      | Lok Malchin – BSG Post Neubrandenburg Lok Malchin – F.C. Hansa Rostock II | 2:1 0:1                                                      |
| 1975/76                                                      | Lokomotive Malchin – F.C. Hansa Rostock                                   | 2:7                                                          |
| 1978/79                                                      | Lokomotive Malchin – SG Dynamo Schwerin                                   | 2:3                                                          |
| 1979/80                                                      | Lokomotive Malchin – BSG Post Neubrandenburg                              | 0:9                                                          |

Nach dem durch die deutsche Wiedervereinigung bedingten Zusammenbruch des Systems der Betriebssportgemeinschaften wurde 1991 zunächst der Eisenbahner-Sportverein ESV Malchin gegründet, aus dem sich die Fußballabteilung abspaltete und den FSV 1919 gründete. 2001 stieg der FSV in die damals noch fünftklassige Verbandsliga Mecklenburg-Vorpommern auf und belegte dort vornehmlich Plätze in der unteren Tabellenhälfte. 2014 musste der Abstieg in die Landesliga Ost (7. Liga) hingenommen werden. Mit der Meisterschaft in der Landesliga Ost konnte der FSV 2017 die Rückkehr in die Verbandsliga erreichen, in der das Team zwei Spielzeiten bis zum erneuten Abstieg spielte. In der vorzeitig abgebrochenen Saison 2019/20 der Landesliga Ost belegte Malchin zwar erneut den 1. Platz, verzichtete jedoch auf den Aufstieg. Am Ende der Landesliga-Saison 2022/23 waren die Malchiner mit Rang 13 sportlich abgestiegen, konnten jedoch durch den Rückzug der Mannschaft des SV Hanse Neubrandenburg in der Liga verbleiben.

## Bekannte Personen
- Thomas Doll (* 1966)
- Velimir Jovanović (* 1987)
- Paul-Max Walther (* 1987)